# 諾森伯蘭 (新罕布什爾州)
諾森伯蘭（英語：Northumberland）是一個位於美國新罕布什爾州庫斯縣的鎮。

## 人口
根據2020年美國人口普查的數據，諾森伯蘭的面積為95.25平方千米，當中陸地面積為92.43平方千米，而水域面積為1.82平方千米。當地共有人口2126人，而人口密度為每平方千米22人。